# Weihnachten in der Sesamstraße
Weihnachten in der Sesamstraße (Originaltitel Christmas Eve on Sesame Street) ist ein US-amerikanischer Fernsehfilm aus dem Jahr 1978. Er ist in mehrere Segmente mit verschiedenen Hauptfiguren der Sesamstraße unterteilt, die unterschiedliche Aspekte zum Thema Weihnachten behandeln. In der Kernhandlung geht es darum, dass Bibo herausfinden will, wie der Weihnachtsmann seine Geschenke ausliefert. Eine andere Geschichte handelt von Ernie und Bert, die überlegen, wie sie dem jeweils anderen trotz fehlendem Budget ein schönes Weihnachtsgeschenk machen können. In der Nebenhandlung hat das Krümelmonster beim Schreiben seines Wunschzettels mit seinem großen Appetit auf Kekse zu kämpfen.
Die Idee zum Film stammt von Jon Stone, dem damaligen Kreativdirektor der amerikanischen Sesamstraße. Er schrieb das Drehbuch zusammen mit seinem Kollegen Joseph A. Bailey, wobei einige Elemente der Handlung, unter anderem ein Satz der Figur Oskar sowie musikalische Darbietungen in American Sign Language, für Bailey überraschend kamen, da sie nicht im Skript standen.
Die Produktion feierte am 3. Dezember 1978 auf PBS ihre Premiere. Der Film wurde seither immer wieder im US-amerikanischen Heimkino und bei Streamingdiensten veröffentlicht, zudem erschienen die Lieder seines Soundtracks auf mehreren Alben. In Deutschland wurde Weihnachten in der Sesamstraße am 24. Dezember desselben Jahres im NDR ausgestrahlt. Die Geschichten mit Ernie und Bert sowie dem Krümelmonster erschienen zudem innerhalb einer deutschen Sesamstraßen-Weihnachtskompilation auf DVD und VHS.

## Handlung
Am Anfang laufen Bert, Bibo, Ernie, Graf Zahl, das Krümelmonster und Oskar mehr oder weniger geschickt zusammen mit den Erwachsenen und Kindern der Sesamstraße auf einer Eisbahn Schlittschuh. Anschließend wird der Film in mehrere Segmente unterteilt, die sich alle paar Minuten abwechseln. Zudem singen einige der Figuren, unter anderem Oskar sowie die Erwachsenen, zwischen den verschiedenen Szenen Weihnachtslieder.
Im ersten Segment behauptet Oskar gegenüber Bibo, dass der Weihnachtsmann gar nicht in der Lage sei, Schornsteine hinunterzusteigen. Bibo glaubt, dass der Weihnachtsmann die Geschenke nicht bringen wird, wenn er nicht die tatsächliche Methode herausfindet. Der Vogel bittet deswegen Grobi sowie Kermit, Kinder darüber zu befragen, wie der Weihnachtsmann seine Geschenke ausliefert. Da die Antworten stark voneinander abweichen, will Bibo zusammen mit seinem besten Freund Snuffy das Schornstein-Steigen nachstellen. Weil auch dies nicht funktioniert, entscheidet sich Bibo, die Nacht auf einem Dach zu verbringen und auf den Weihnachtsmann zu warten. Da die Bewohner der Sesamstraße ihn nirgends finden können, machen sie sich auf die Suche nach ihm. Die Erwachsene Maria macht Oskar für Bibos Verschwinden verantwortlich, worauf er seine Worte ihm gegenüber bereut und sich besorgt bereit erklärt, ebenfalls nach seinem Freund zu suchen.
In der Zwischenzeit machen sich Ernie und Bert Gedanken, was sie dem jeweils anderen zu Weihnachten schenken sollen. Zuerst geht Ernie in Herrn Hubers Laden, wo er eine Zigarrenschachtel sieht, die ein perfekter Behälter für Berts Büroklammer-Sammlung wäre. Wegen seines Geldmangels tauscht er sie gegen sein Quietscheentchen ein. Kurz darauf kommt Bert ins Geschäft und sucht eine Seifenschale für Ernies Quietscheentchen aus. Da auch er kein Geld hat, lässt er seine Büroklammer-Sammlung bei Herrn Huber. Am Weihnachtstag freuen sich Ernie und Bert über die Geschenke, wenngleich sie verunsichert reagieren, als sie deren Verwendungszweck erfahren. Schließlich besucht Herr Huber sie und gibt ihnen sein Weihnachtsgeschenk, das aus dem Quietscheentchen und der Büroklammer-Sammlung besteht. Sie entschuldigen sich beim Ladenbesitzer, da sie kein Geschenk für ihn haben, jedoch erwidert er, dass sie ihm bereits mit ihren Freundschaftsbeweisen ein wundervolles Geschenk gemacht haben. Ernie und Bert sind gerührt, nachdem Herr Huber wieder geht und ihnen die Situation klar wird, worauf sie ein Duett singen.
In einer anderen Geschichte will das Krümelmonster den Weihnachtsmann bitten, ihm Kekse zu bringen. Er schreibt ihm zunächst einen Brief, frisst aber den Bleistift auf, weil er während der Aufzählung der verschiedenen Kekssorten, die er sich wünscht, Hunger bekommt. Er verspeist auch eine Schreibmaschine sowie einen Telefonhörer, worauf Krümel verzweifelt, auch weil der Weihnachtsmann seinen Anruf fast entgegengenommen hätte. Er besucht deswegen seinen erwachsenen Freund Gordon Robinson, um ihn um Rat zu fragen. Gordon erklärt, dass der Weihnachtsmann schon weiß, was sich Krümel wünscht, und ein kleines Präsent für ihn nett wäre. Krümel schlägt eine Krawatte und Rasiercreme vor, Gordon erwidert darauf, dass Kekse üblich sind, was Krümel verblüfft zurücklässt. Kurz darauf klopft das Mädchen Marlies an der Tür und erzählt von Bibos Verschwinden, weswegen Gordon bei der Suche mithilft.
Der Vogel ist aufgrund der Kälte vom Dach gestiegen und trifft im Hausflur auf Marlies, Gordon sowie dessen Ehefrau Susanne, die Bibo in ihre Wohnung bringen. Drinnen sieht Bibo Weihnachtsgeschenke unter dem Baum und merkt, dass er den Weihnachtsmann verpasst hat, da er auf dem Dach eingeschlafen ist. Er reagiert zunächst traurig, ist aber bald wieder fröhlich, weil er dank Gordon zur Erkenntnis kommt, dass es bei Weihnachten nicht um die Geschenke oder den Weihnachtsmann, sondern um den Zusammenhalt mit Familie und Freunden geht. Er geht daraufhin mit den Robinsons und Marlies nach draußen, wo Oskar versucht, ihn über den Osterhasen und seine Eier zu verunsichern, was Gordon und Susanne rechtzeitig verhindern. Nachdem alle Bewohner der Sesamstraße gemeinsam ein bereits vorher von Bob, Linda und einigen Kindern dargebotenes Weihnachtslied singen, kehren die Robinsons zurück in ihre Wohnung und finden dort Krümel vor, der ihren Weihnachtsbaum samt Schmuck gefressen hat.

## Produktion
Die Idee zum Fernsehfilm stammt von Jon Stone, der von 1969 bis 1996 für die US-amerikanische Sesamstraße als Drehbuchautor, Produzent und Regisseur tätig war. Er war zudem Kreativdirektor der Sendung und schrieb das Skript des Films zusammen mit seinem Kollegen Joseph A. Bailey, der seit der fünften Staffel Mitglied im Autorenstab des Programms war. Stone fungierte nicht nur als Drehbuchautor und Regisseur der Produktion, sondern übernahm auch die kurze Sprechrolle des Weihnachtsmanns, der vom Krümelmonster angerufen wird. Laut Bailey verfassten er und Stone die Haupthandlung um Bibo gemeinsam, während die Geschichte mit Ernie und Bert sowie die Szenen des Krümelmonsters seine Ideen waren. Erstere ist eine Adaption der Kurzgeschichte Das Geschenk der Weisen von O. Henry und wurde von Bailey bereits einige Jahre vorher als Hörspiel für ein Sesamstraßen-Weihnachtsalbum verfasst.
Nach Baileys Angaben hatte Stone viele Szenen bereits detailliert im Kopf und beschrieb sie im Drehbuch daher nicht genauer. Deswegen seien etliche Stellen der fertigen Produktion für ihn eine Überraschung gewesen, unter anderem der Anfang auf der Eisbahn. Er war zwar bei dessen Dreharbeiten dabei, sei aber dennoch von der visuellen Qualität der Szene beeindruckt gewesen, ebenso von den improvisierten Kinder-Interviews, deren Aufzeichnung er nicht beigewohnt hatte und die magisch seien. Auf der Eisfläche befanden sich in den lebensgroßen Figurenpuppen Mitglieder der Ice Follies. Die nationale Eisshow hatte seit Mitte der 1970er Tänze in Sesamstraßen-Kostümen in ihrem Repertoire. Oskars Satz Sure, I’ve been thrown out of better places than that (sinngemäß Klar, ich bin schon von woanders rausgeflogen), nachdem er beim Eislaufen von der Bahn geschleudert wird und Bibo fragt, ob alles in Ordnung ist, wurde als Aufforderung Sure, let’s go back and do it again! (deutsche Synchronfassung Wie ich mich fühle? Am liebsten würde ich das gleich noch mal machen!) nachsynchronisiert. Bailey vermutete, dass Stone der ursprüngliche Text zu zweideutig war. Eine weitere nicht im Drehbuch vermerkte Idee war, die Darsteller einige der Lieder in ASL darbieten zu lassen. Für Bob McGrath, der Bob verkörperte und das Stück Keep Christmas with You All Through the Year gemeinsam mit einigen Kinderdarstellern sang, kam ihre Verwendung der Gebärdensprache ebenfalls überraschend. Laut ihm geschah das auf Initiative der bei der Szene ebenfalls anwesenden und wie ihre Figur gehörlosen Darstellerin Linda Bove, die ihm damit ein Weihnachtsgeschenk machen wollte.
Im Film wird der jüdische Glauben von Herrn Huber erwähnt, da er im Gegensatz zu den anderen Figuren nicht Weihnachten, sondern Chanukka feiert. Dies war eine Idee des Darstellers Will Lee, der seine jüdische Herkunft öfters in Sesamstraßen-Sketchen mit einbaute, unter anderem durch das Sprechen von Jiddisch.

## Soundtrack
In Weihnachten in der Sesamstraße sind mehrere, hauptsächlich für die Produktion neu komponierte Weihnachtslieder zu hören. Nach einigen Fehlversuchen lernt Bibo von einem Mädchen, richtig Schlittschuh zu laufen, wobei sie gemeinsam zu Feliz Navidad über die Eisfläche tanzen. True Blue Miracle (deutsche Fassung Es ist ein Wunder) wird vom Ensemble nach dem Eislaufen gesungen, I Hate Christmas (dt. Blöde Weihnacht) von Oskar, der damit seine Abneigung gegen das Fest zum Ausdruck bringt. Ernie und Bert stimmen Have Yourself a Merry Little Christmas (dt. Ich wünsch dir ein wunderschönes Christfest) an, nachdem sie ihr Quietscheentchen beziehungsweise ihre Büroklammer-Sammlung von Herrn Huber zurück erhalten. Keep Christmas with You All Through the Year (dt. Trag die Weihnacht in dir durch das ganze Jahr) handelt davon, die für die Weihnachtszeit typische Freundlichkeit und Wärme auch das restliche Jahr über zu behalten. Es wird von Bob, Linda sowie einigen Kindern der Sesamstraße gesungen.
True Blue Miracle und Keep Christmas With You erschienen als eigenständige LP. True Blue Miracle, Keep Christmas With You, Have Yourself a Merry Little Christmas und I Hate Christmas waren Teil des Albums A Sesame Street Christmas. Keep Christmas With You, Have Yourself a Merry Little Christmas und I Hate Christmas finden sich auf dem Album Merry Christmas from Sesame Street. Keep Christmas With You erschien zudem auf weiteren Sesamstraßen-Weihnachtsalben. Die Texte von True Blue Miracle und Keep Christmas With You sind im Liederbuch The Sesame Street Songbook enthalten, der Text von I Hate Christmas im Buch A Sesame Street Christmas.
1980 erschien das Album Christmas Eve on Sesame Street. Es enthielt die Filmversionen von True Blue Miracle, Keep Christmas With You und Have Yourself a Merry Little Christmas. Zusätzlich befand sich darauf die gesprochene Geschichte A Christmas Story, eine Nacherzählung der Handlung um Bibo. Wiedergegeben wurde sie von Stone in der Rolle des Weihnachtsmanns.

## Veröffentlichung
Weihnachten in der Sesamstraße feierte am 3. Dezember 1978 auf PBS seine Premiere. In den Jahren darauf wurden auf dem Sender regelmäßig Wiederholungen der Produktion ausgestrahlt. Sie erschien auch mehrmals auf VHS sowie DVD. Bei den meisten der Fernseh- und Heimkino-Veröffentlichungen wurde das im Film verwendete, damalige Logo des Children’s Television Workshop, der Produktionsfirma der amerikanischen Sesamstraße, entweder entfernt oder durch ein neueres ersetzt. Die Geschichte um Ernie und Bert wurde daneben im Direct-to-Video-Film A Sesame Street Christmas Carol aus dem Jahr 2006 wiederverwendet. Weihnachten in der Sesamstraße ist in den USA zudem bei mehreren Streaming-Diensten abrufbar.
1981 erschien bei Random House ein Bilderbuch mit dem Titel Christmas Eve on Sesame Street. Stone verfasste die Texte, die Illustrationen stammen von Joe Mathieu. Es ist eine Adaption des Fernsehfilms und enthält neben den Geschichten des Originals die Partitur sowie Texte der Lieder True Blue Miracle und Keep Christmas with You.
In der Bundesrepublik Deutschland wurde Weihnachten in der Sesamstraße 1978 an Heiligabend im NDR Fernsehen, dem Stammsender der deutschen Sesamstraße, erstmals ausgestrahlt. Die Segmente mit Ernie und Bert und dem Krümelmonster sowie die Kinder-Interviews erschienen später auf einer deutschen Sesamstraßen-Weihnachtskompilation mit dem Titel Bert, was wünschst du dir? In der Zusammenstellung waren zudem andere Geschichten zum Thema Weihnachten erhalten, unter anderem Reporter-Sketche mit Kermit sowie jeweils einer mit Denkedran Jost und dem Zweikopfmonster. Sie erschien in den 2000er Jahren auf VHS und DVD.

## Rezeption
Wesley Mead der Webseite Den of Geek setzte Weihnachten in der Sesamstraße auf den 22. Platz der 100 besten Weihnachts-Fernsehfilme. Die Szenen mit Bibo, der Oskars Behauptung über die Schornsteine widerlegen will, seien liebenswert unschuldig und süß. Krümelmonsters Versuche, dem Weihnachtsmann einen Brief zu schreiben, wirkten für alle Altersklassen lustig, während die Kinder-Interviews mit Grobi brillant seien. Auf der von Kathi Scrizzi Driscoll für die Cape Cod Times zusammengestellten Liste der zehn besten Weihnachtsfilme befand sich die Produktion auf dem sechsten Platz. Die schönen Lieder, die Nebenhandlung um Ernie und Bert sowie Oscars lustiges Lied über das Weihnachtsfest lieferten einen guten Einblick in die verschiedenen Formen von Weihnachts-Magie. Charles Pulliam-Moore schrieb für National Public Radio, dass die Produktion zeitlos sei. Das Besondere an ihr sei der ausgesprochen urbane Handlungsort. Das Ensemble sei ethnisch divers, woraus keine große Sache gemacht werde. Die Produktion sei für Kinder nicht nur eine großartige Einführung in Weihnachts-Fernsehfilme, sondern auch ein Zugang zur tollen Muppets-Weihnachtsgeschichte. Aarik Danielsen beschrieb die Produktion für Yahoo als charmant. Insbesondere die Lieder seien ein Vergnügen, da McGrath ihnen eine sanfte Weisheit und angenehme Stimmung verleihe. Die Texte unterstrichen die für aufgrund der kaltherzigen Welt deprimierte Erwachsene wichtige Moral, dass das während der Weihnachtszeit verspürte gute Gefühl durch Menschlichkeit immer wieder kommen kann. Dank seiner melodiösen, eleganten Lieder sei der Film auch in der Gegenwart ein Klassiker.

## Auszeichnung und Nominierungen
Emmy Award 1979
- Auszeichnung in der Kategorie Bestes Kinderprogramm[38]
- Nominierung in der Kategorie Beste Einzelleistung – Kinderprogramm, für Gerri Brioso[39]
- Nominierung in der Kategorie Beste Einzelleistung – Kinderprogramm, für Tony Di Girolamo und Dave Clark[39]

Grammy Awards 1981
- Nominierung des Soundtracks in der Kategorie Bestes Kinderalbum[40]

## Synchronisation
Die Synchronisation des Films wurde bei der Studio Hamburg Synchron nach einem Dialogbuch und unter der Dialogregie von Lothar Kompatzki, Wolfgang Draeger, Peter Kirchberger, Werner Bruhns und Jan Harloff erstellt.
| Rolle            | Darsteller       | Synchronsprecher      |
| ---------------- | ---------------- | --------------------- |
| Bibo             | Carroll Spinney  | Wolfgang Draeger      |
| Oskar            | Carroll Spinney  | Gottfried Kramer      |
| Ernie            | Jim Henson       | Gerd Duwner           |
| Kermit           | Jim Henson       | Andreas von der Meden |
| Bert             | Frank Oz         | Wolfgang Kieling      |
| Grobi            | Frank Oz         | Karl-Ulrich Meves     |
| Krümelmonster    | Frank Oz         | Edgar Ott             |
| Graf Zahl        | Jerry Nelson     | Alf Marholm           |
| Snuffy           | Jerry Nelson     | Otto Kuhlmann         |
| Herr Huber       | Will Lee         | Manfred Steffen       |
| Susanne Robinson | Loretta Long     | Christa Berndl        |
| Maria            | Sonia Manzano    | Heidi Berndt          |
| Bob Johnson      | Bob McGrath      | Lutz Mackensy         |
| Gordon Robinson  | Roscoe Orman     | Volker Lechtenbrink   |
| Olivia Robinson  | Alaina Reed Hall | Renate Pichler        |